# Verfassungsreferendum in Haiti 1939

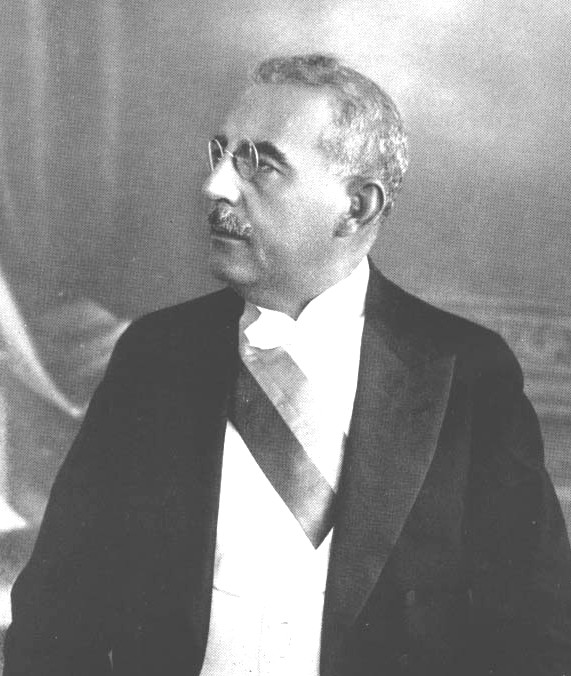
Präsident Sténio Vincent

Das Referendum in Haiti 1939 fand am 23. Juli 1939 statt. Die Einwohner Haitis waren aufgerufen, Änderungen der Verfassung zu billigen.

## Hintergrund
Während der Besetzung Haitis durch die Vereinigten Staaten von 1915 bis 1934 war Sténio Vincent im November 1930 zum Präsidenten des Landes gewählt worden. Er amtierte bis in das Jahr 1941, indem es ihm gelang, seine verfassungsgemäß begrenzte Amtszeit durch Volksabstimmungen zu verlängern.
Im Jahr 1939 ließ Vincent die Direktwahl des Präsidenten und Volksabstimmungen allgemein abschaffen, weil er beides als „Zeitverschwendung“ betrachtete. Das Parlament setzt die Reformen am 8. August 1939 in Kraft.
Wesentliche Punkte der Verfassungsänderung waren:
- Neudefinition des Status eines „gebürtigen Haitianers“,
- Wahl des Präsidenten durch das zur Nationalversammlung zusammentretende Parlament,
- Einräumung des Rechts des Präsidenten, zehn von ihm berufene Senatoren jederzeit abzulösen,
- Ernennung ehemaliger Präsidenten zu Senatoren auf Lebenszeit und
- Entscheidung über Verfassungsänderung durch das Parlament (statt durch Volksabstimmungen).

## Ergebnis und Folgen
Als offizielles Ergebnis wurden 230.949 „Ja“-Stimmen bei nur 566 Gegenstimmen bekanntgegeben.
Das Referendum wird in der Literatur als eine der vielen „Alibi“-Volksabstimmungen in der Geschichte Haitis bezeichnet.